# Borure d'yttrium
Un borure d'yttrium est un composé inorganique cristallin constitué de bore et d'yttrium dans des proportions variables. On connaît sept borures d'yttrium, YB2, YB4, YB6, YB12, YB25, YB50 et YB66. Ce sont des solides durs, d'une teinte de gris à noir, avec de hautes températures de fusion. Le plus commun est l'hexaborure d'yttrium (YB6), qui présente une supraconductivité à une température relativement élevée (8,4 K). Un autre borure d'yttrium remarquable est  YB66, qui possède un paramètre de maille élevé (2,344 nm), une forte stabilité thermique et mécanique, et est ainsi utilisé comme réseau de diffraction pour rayons X synchrotron à faible énergie (1–2 keV).

## YB2(diborure d'yttrium)

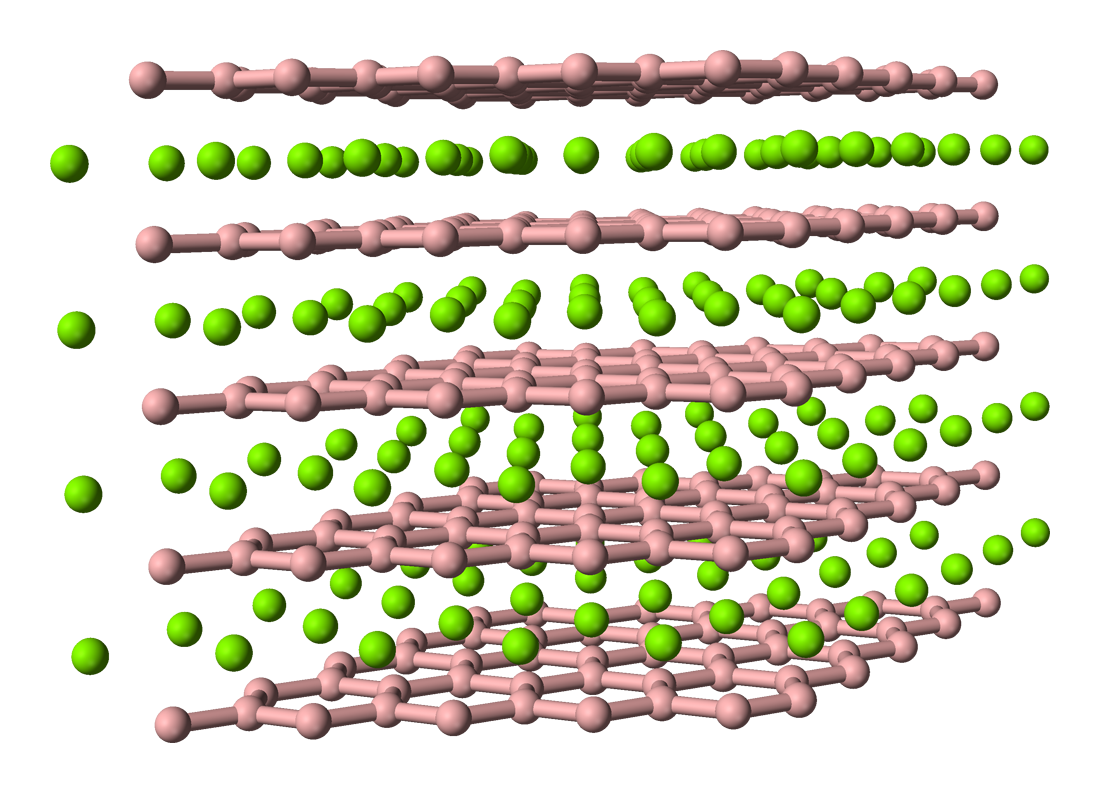
Structure de YB_{2}

Le diborure d'yttrium possède la même structure cristalline hexagonale  que le diborure d'aluminium  et le diborure de magnésium – un important matériau supraconducteur. Son symbole de Pearson est hP3, son groupe d'espace P6/mmm (n° 191), et ses paramètres de maille sont  a = 0,328 9 nm et c = 0,384 3 nm. Sa masse volumique calculée est de 5,1 g cm−3. Dans cette structure, les atomes de bore forment une structure de type feuillet de graphite avec les atomes d'yttrium entre deux feuillets. Les cristaux de YB2 sont instables à température modérée dans l'air – ils commencent à s'oxyder vers 400 °C et sont complètement oxydés vers 800 °C.  YB2 fond vers 2 220 °C.

## YB4(tétraborure d'yttrium)

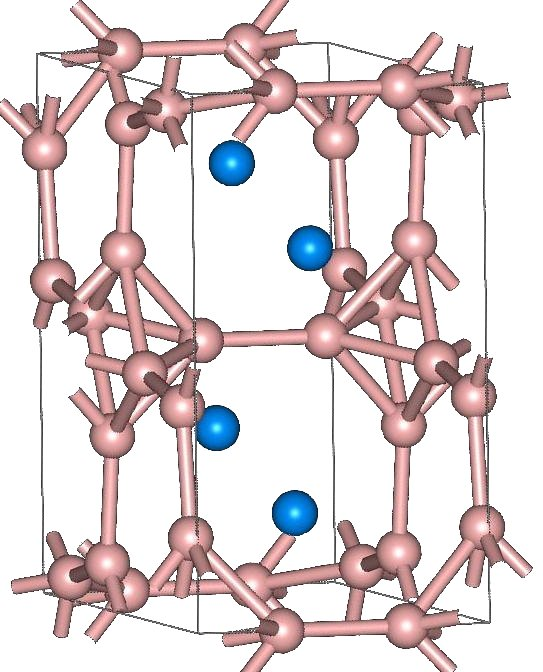
Structure de YB_{4}

YB4 possède une structure cristalline tétragonale. Son groupe d'espace est P4/mbm (n° 127), son symbole de Pearson tP20, avec les paramètres a = 0,711 nm et c = 0,401 9 nm. Sa masse volumique calculée est de 4,32 g cm−3. Des cristaux de haute qualité de YB4 de plusieurs centimètres peuvent être obtenus par la méthode de la zone fondue à 
passes multiples.

## YB12(dodécaborure d'yttrium)
Les cristaux de YB12 ont une structure cubique, avec une masse volumique de 3,44 g cm−3. Son symbole de Pearson est cF52, son groupe d'espace Fm3m (n° 225), et son paramètre de maille a = 0,746 8 nm. Son unité structurelle est un cuboctaèdre. La température de Debye de YB12 est d'environ 1040 K, et il n'est pas supraconducteur au-dessus de 2,5 K.

## YB25

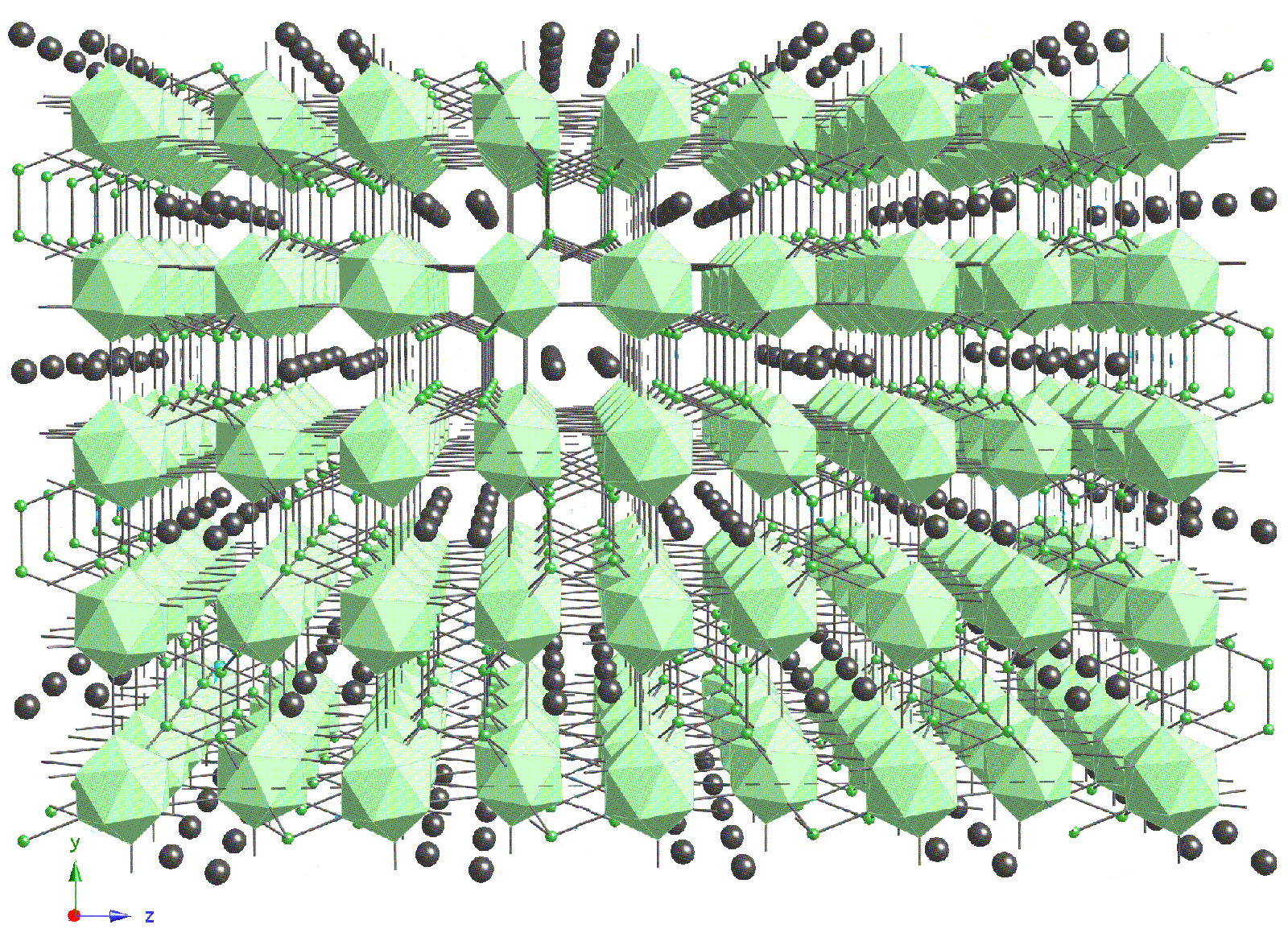
Structure cristalline de YB_{25}. Les boules noires et vertes représentent respectivement les atomes d'yttrium et de bore, et les icosaèdres verts les réseaux d'atomes de bore (icosaèdres B_{12}).

La structure du borure d'yttrium avec un ratio B/Y de 25 ou supérieur consiste en partie en des réseaux de d'icosaèdres de B12. La structure du bore de YB25 est l'une des plus simples parmi les borures à base icosaédrique : elle consiste en un seul type d'icosaèdre et un site de bore pontant. Les atomes de bore pontants sont reliés à un atome de bore équatorial de trois icosaèdres voisins — ces icosaèdres formant un réseau parallèle dans le plan (101) du cristal (plan x-z sur le schéma ci-contre) — et un autre atome de bore pontant (à sa verticale, dans la direction y). Les sites de bore pontants sont ainsi coordonnés tétraédriquement. Les sites d'yttrium sont partiellement occupés (environ  60–70 %) et la formule YB25 reflète simplement le rapport atomique moyen [B]/[Y] = 25. Les atomes d'yttrium et les icosaèdres  B12 forment des zigzags dans la direction de l'axe x. 
La distance entre les atomes de bore pontants et les atomes de bore équatoriaux est de 0,175 5 nm, ce qui est typique pour les fortes liaisons covalente B-B (longueur de liaison B-B entre 0,17 et 0,18 nm) ; ainsi, les atomes de bore pontants renforcent les plans de réseau individuels. À l'opposé, la grande distance entre les atomes de bore à chaque extrémité du pont (0,204 1 nm) montre une interaction plus faible, et les sites pontant contribuent ainsi peu aux liaisons entre les plans de réseau,.
Les cristaux de YB25 peuvent être produits en chauffant un pellet comprimé d'yttria (Y2O3) et de la poudre de bore à environ 1 700 °C. La phase de YB25 est stable jusqu'à 1 850 °C. Au-dessus de cette température, elle se décompose en YB12 et YB66 sans fondre, ce qui rend difficile la création de monocristaux de YB25 par cristallogenèse par fusion.

## YB50
Les cristaux de YB50 ont une structure orthorhombique avec un groupe d'espace P21212 (n° 18), avec les paramètres de maille a = 1,662 51 nm, b = 1,761 98 nm et c = 0,947 97 nm. Ils peuvent être produits en chauffant un pellet comprimé d'yttria (Y2O3) et de la poudre de bore à environ 1 700 °C. Au-dessus de cette température, YB50 se décompose en YB12 et YB66 sans fondre,, ce qui rend difficile de produire des monocristaux de YB25 par cristallogenèse par fusion. Des terres rares, de Tb à Lu peuvent aussi cristalliser sous forme de M50.

## YB66
| |  |  |
| (a) Unité de 13 icosaèdres B12 ((B12)13 ou supericosaèdre), et (b) unité cluster de B80 de la structure de YB66. Le nombre excessif de liaisons (dans l'image 9B) résulte de l'hypothèse que tous les sites sont occupés, alors que le nombre total d'atome de bore est de seulement 42. |  |  |

| |  |  |
| À gauche : schéma du réseau de YB66. Les boules vert clair représentent les supericosaèdres ((B12)13) et leur orientations relatives sont indiquées par des flèches. Les boules vert foncé correspondent aux clusters B80. À droite : paire de sites Y (boules roses) de YB66 ; il y a ainsi deux sites entre chaque paire de sites B80 (boule vert foncé), soit 48 sites par maille. Statistiquement, seul un de ces sites est occupé, soit 24 atomes d'yttrium par maille, pour 1584 atomes de bore. |  |  |

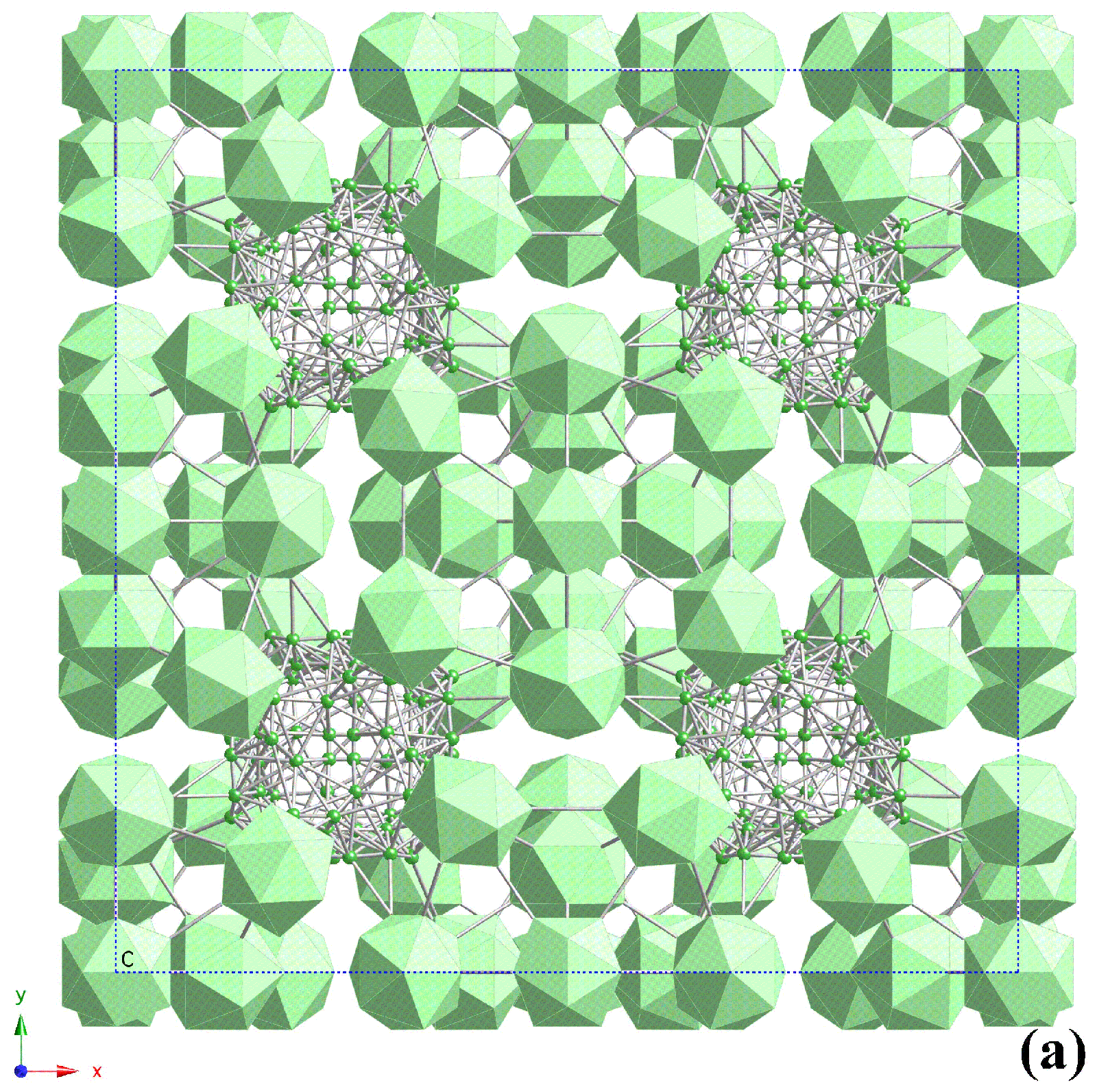
Le réseau de YB_{66} vu selon l'axe z.

YB66 a été découvert en 1960, et sa structure en 1969. Cette structure est cubique à faces centrées (cfc) avec un groupe d'espace Fm3c (n° 226), un symbole de Pearson cF1936 et un paramètre de maille  a = 2,344 0(6) nm. Elle est constituée de 13 sites de bore (B1 à B13) et d'un site d'yttrium. Les sites B1 forment un icosaèdre B12, et les sites B2 à B9 en forment chacun un autre. Ces icosaèdres s'arrangent en une unité de 13 icosaèdres (B12)12B12 appelée supericosaèdre, l'icosaèdre formé par les atomes du site B1 étant au centre de ce supericosaèdre[pas clair]. Le supericosaèdre est l'une des unités de base de la structure de YB66. Il existe deux types de supericosaèdres : l'un occupe les positions classiques de la maille cfc (aux coins du cube, et au centre de chaque face), l'autre, pivoté de 90°, est localisé au centre du cube et centre de chacune des arêtes. Il y a ainsi par maille 8 supericosaèdres (les quatre par maille classique du cfc, un au centre de la maille, et douze au milieu de chaque arête partagés par trois mailles chacun, soit trois par maille), soit 1248 atomes de bore.
L'autre unité de base de la structure de YB66 est un cluster B80 de 80 sites de bore formés par les sites B10 à B13. Ces 80 sites sont partiellement remplis, et ne comptent au total que 42 atomes de bore. Le cluster B80 occupe le centre du site octaédrique, c'est-à-dire aux 8 positions équivalentes (1/4 ; 1/4 ; 1/4) ; il y a ainsi huit clusters (soit 336 atomes de bore) par maille. Deux études indépendantes sur l'analyse de la structure de YB66 sont arrivées au même résultat,, qui donne un total de 1584 atomes de bore par maille. Cette structure est présentée dans les figures à droite. Il existe 48 sites d'yttrium ((0,0563 ; 1/4 ; 1/4) pour YB62) dans cette maille. en ayant une occupation de 50 %, on obtient 24 atomes d'yttrium par maille, soit la composition chimique de YB66 (1584/24=66). Cette occupation de 50 % implique que chaque paire d'yttrium est constituée d'un site occupé et d'un site vide.
YB66 a une masse volumique de 2,52 g cm−3, une faible conductivité thermique (0,02 W cm−1 K−1), des constantes élastiques c11 = 3,8 × 109 et c44 = 1,6 × 109 N/m2 et une température de Debye de 1300 K. Comme tous les borures d'yttrium, YB66 est un matériau dur, ayant une dureté Knoop de 26 GPa.
Des cristaux de  YB66 de haute pureté de quelques centimètres peuvent être obtenus par la méthode de la zone fondue à passes multiples et utilisés comme monochromateurs rayons X.
Du fait de sa structure, YB66 possède un grand paramètre de maille (2,344 nm). Cette propriété, ainsi que sa forte stabilité thermique et mécanique font que YB66 est utilisable dans les éléments dispersifs de monochromateurs à rayons X à faible énergie (1–2 keV),.

## YB_{66}

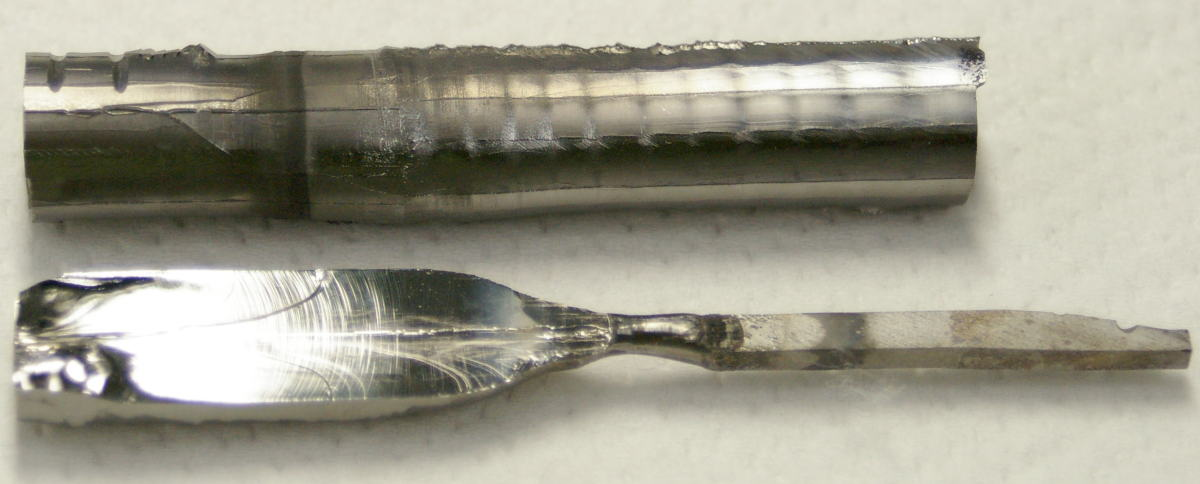
Deux monocristaux de YB_{66} produits par méthode de la zone fondue utilisant des souches orientées (100). Dans le cristal du haut, la souche (à gauche de la ligne noire) a le même diamètre que le cristal. Dans le cristal du bas (tranché), la souche est plus petite, et est sur la droite.